# Naachtun

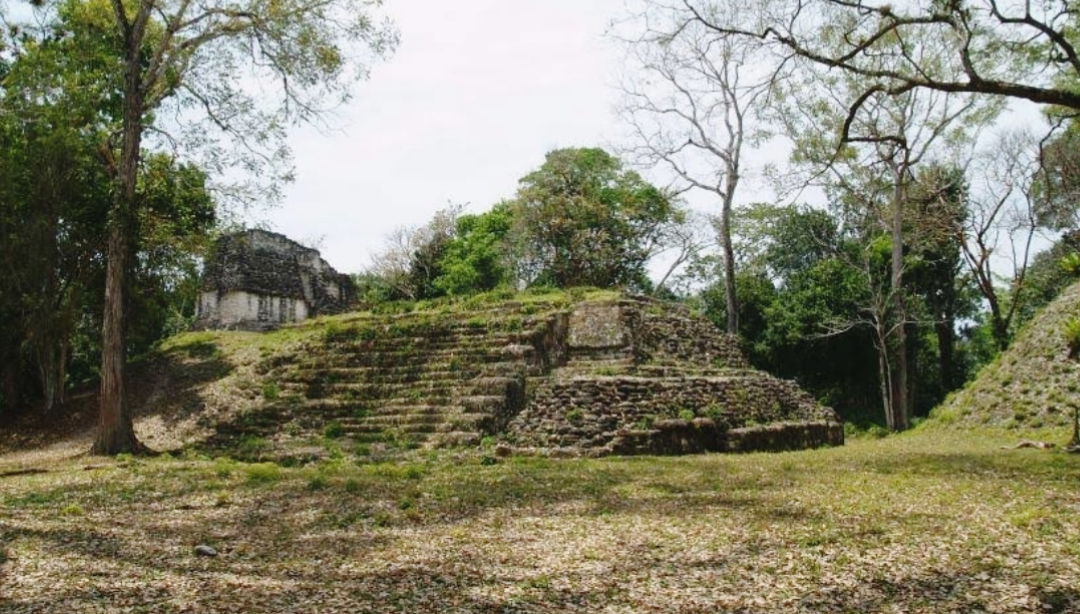
Naachtun (2023)

Naachtun ist eine archäologische Ausgrabungsstätte im Norden Guatemalas, die der präkolumbischen Maya-Kultur zugerechnet wird.

## Lage und Wortherkunft
Die Stätte, ungefähr auf halber Strecke zwischen Tikal und Calakmul auf dem Karstplateau von Petén gelegen, wurde 1922 von Sylvanus Morley wiederentdeckt und aufgrund der Abgelegenheit mit dem (aus der Maja-Sprache gebildeten) Namen Naachtun (wörtlich „weit[entfernt]e Steine“) benannt. Die heutige Forschung geht davon aus, dass der ursprüngliche Name Masul war.

## Aufbau und Geschichte
Die Stadt bestand aus einem monumentalen, 35 Hektar großen Epizentrum, einem 175 Hektar großen Wohngebiet mit rund 12.000 Bauwerken aller Art und mehr als 80 Steinmonumenten, darunter Stelen und Altären. Sie war der Sitz einer mächtigen lokalen Dynastie. Der weitläufige E-Gruppen-Komplex lässt auf eine Siedlungsanlage der späten Präklassik schließen, während rund 40 meist schlecht erhaltene Stelen in die Frühklassik datieren. Die Entstehung der Stadt wird epochal und architektonisch im Zusammenhang gesehen mit der Entstehung von Monumentalbauten, etwa Tempelpyramiden zwischen 40 und 72 Metern Höhe, wie sie gleichzeitig auch in El Mirador, Nakbé, Tintal und Wakná entstanden (die A-, B- und C-Gruppe des Komplexes). Diese Bauten setzten sowohl ein hohes Maß an gesellschaftlicher Organisation als auch eine bis dahin nicht gesehene Verfügungsgewalt des regierenden Adels über Ressourcen und Arbeitskräfte voraus. Naachtun stieg mit dem Niedergang des nur 20 Kilometer entfernten El Mirador zu einem regionalen Zentrum auf und war unmittelbarer Verbündeter Teotihuacáns bei der Eroberung Tikals im Jahr 378. Fortan war Naachtun ein enger Verbündeter Tikals, geriet jedoch zum Ausgang des 7. Jahrhunderts unter den Einfluss Calakmuls. Eine dynastische Verbindung zwischen beiden Stadtstaaten wird angenommen. Zwischen 700 und 730 konnte sich Naachtun von Calakmul wieder emanzipieren und erlebte ab dem Jahr 750 eine erneute, rund 150 Jahre währende Blütezeit. Um das Jahr 1000 wurde der Ort von seinen Bewohnern verlassen.
Die Herrscher von Naachtun gehörten zur Fledermaus-Dynastie (K'uhul Suutz' Ajaw).
Auf Grund der schweren Zugänglichkeit hat bis ins 20. Jahrhundert keine systematische Erforschung stattgefunden. Erst in den vergangenen Jahren hat ein Team um die französischen Wissenschaftler Dominique Michelet und Philippe Nondédéo die Arbeit der ganzheitlichen Erforschung Naachtuns aufgenommen. Mittlerweile sind mehrere hundert Gebäude und rund 70 Stelen und Altäre dokumentiert. Es wurden weiterhin über 300 Raubgräbertunnel aufgefunden, die schwerpunktmäßig die Akropolis perforieren. Durch eine LiDAR-Erkundung im Jahr 2018 wurde die Zahl der bekannten Strukturen von 900 auf 12.000 erhöht.

## Filme
- Naachtun – Verborgene Stadt der Mayas (2015) von Stéphane Bégoin für Arte.